# Folikulární buňka

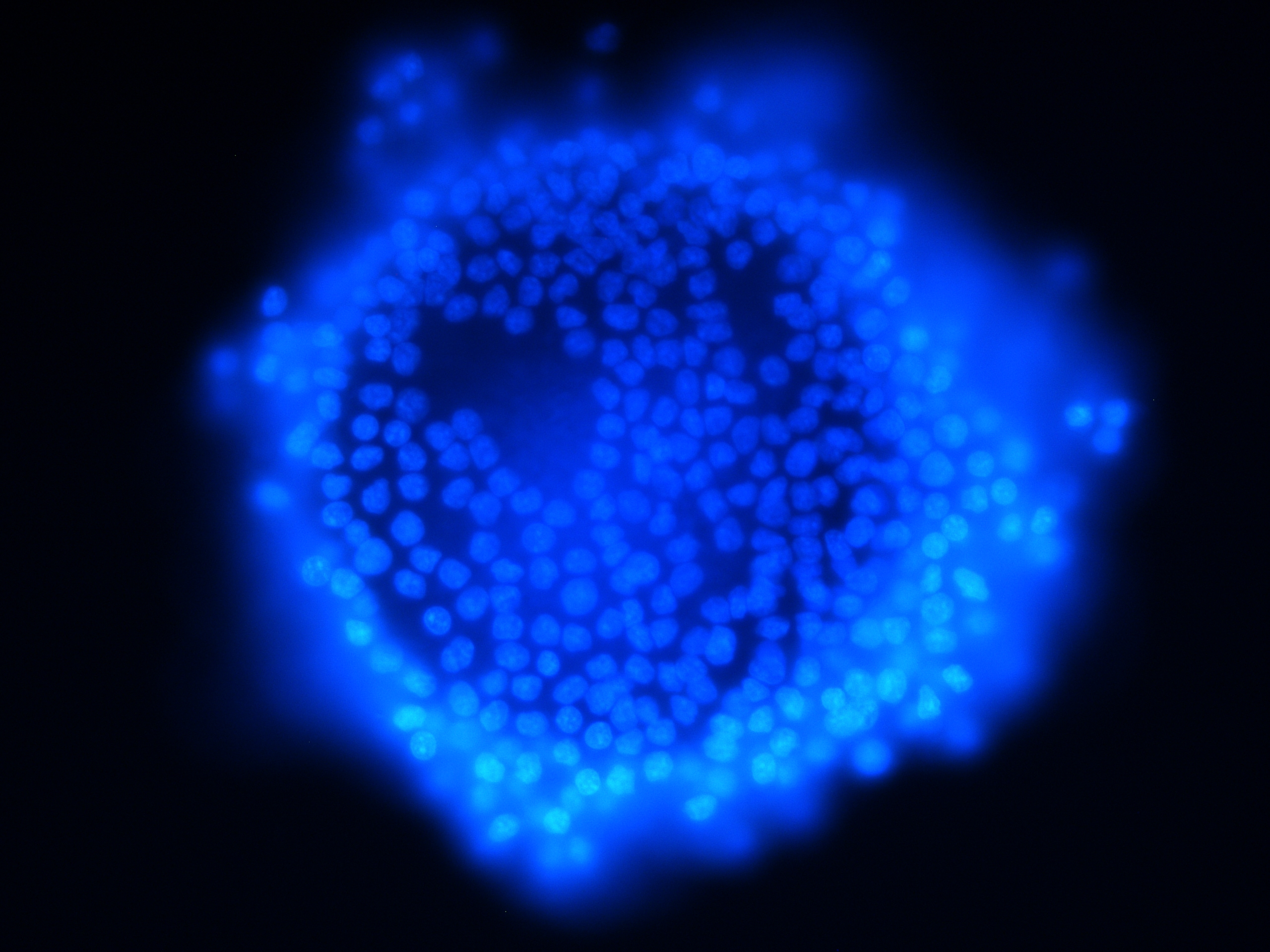
Prasečí oocyt obklopený folikulárními buňkami pod fluorescenčním mikroskopem (obarveno DAPI).

Folikulární buňka (někdy také granulózní buňka) je typ podpůrných buněk, které vytváří obal kolem oocytu (nezralého vajíčka) ve vaječníku a představují jednu z částí vaječníkového folikulu. Od okolního vazivového stromatu je oocyt s folikulárními buňkami oddělen bazální membránou. Folikulární buňky produkují pohlavní hormony steroidní povahy.
Představují do jisté míry obdobu Leydigových buněk varlat.

## Vývoj
Folikulární buňky zřejmě pochází z krycího (coelomového) epitelu vaječníku. Nejprve vzniká kolem oocytu jednovrstevný „epitel“ těchto prozatím plochých buněk a vzniklá struktura se označuje primordiální folikul. Folikulární buňky jsou propojeny dezmozomy a od okolního vaziva je dělí bazální membrána. Když folikul začne dozrávat (připravovat se postupně na ovulaci), folikulární buňky nejprve získávají krychlový tvar a následně se začnou bujně množit. Tím vzniká vícevrstevný obal kolem oocytu. Postupně však mezi folikulárními buňkami vznikají otvory a jejich spojením vznikne dutina, antrum folliculi. Vzniká Graafův folikul, na jehož okraji je vrstva folikulárních buněk zvaná stratum granulosum, naopak k oocytu přiléhá vrstva corona radiata. Po ovulaci ve vaječníku zůstává stratum granulosum, buňky narůstají v objemu a podílí se významně na vzniku žlutého tělíska. Zde produkují hormony a obsahují lutein, žluté barvivo, které dalo název žlutému tělísku.